# Teatro Cuyás
El Teatro Cuyás és un teatre situat al carrer Viera y Clavijo de Las Palmas de Gran Canaria, Illes Canàries. El teatre, de caràcter públic, gestionat com ens autònom i vinculat al Cabildo de Gran Canaria, fou creat amb la clara finalitat de difondre les arts escèniques a l'illa. Disposa d'una superfície total 3.020 m² i parteix de l'antic Cine Cuyás